# Antalis diarrhox
Antalis diarrhox es una especie de molusco escafópodo de la familia Dentaliidae.
Esta especie es endémica de las aguas de Nueva Zelanda. Se la encuentra al noreste de East Cape a unos 1.300 m, en la elevación de Chatham a unos 220 m y en el Mar de Tasmania a unos 610 m.